# Passiflora alata
Espèce
Passiflora alata est une espèce de plantes à fleurs de la famille des Passifloraceae. C’est une plante grimpante à feuilles persistantes pouvant atteindre 6 mètres de haut ou plus. Son fruit est une drupe. Elle est originaire d’Amazonie, plus précisément du Pérou et de l’est du Brésil.

## Étymologie et taxinomie
Dans son pays d’origine, elle est appelée maracuja de refresco, ou « ouvaca », ce qui signifie étoile rouge du fait de l'apparence de sa fleur en forme d'étoile rouge qui pend le long des tiges. On la nomme aussi grenadille sauvage ou parfumée, ses fleurs étant odorantes,.
La signification de l’épithète spécifique « alata » est « ailes ». C’est une référence aux vrilles qui lui permettent de s’agripper. L'espèce a été décrite par le botaniste britannique William Curtis en 1788.

## Description
Les feuilles sont ovales à oblongues mesurant environ 10 à 15 cm pour une largeur variant entre 1 et 10 cm. Sa fleur, solitaire est composée de pétales rouges courbées avec une couronne colorées de bandes pourpre et blanc. Sa période de floraison se situe vers la fin de l’été jusqu’au début de l’automne.
C’est une plante nécessitant une exposition plein soleil. Elle attire les insectes pollinisateurs tels que les papillons, les abeilles ou encore des animaux comme les oiseaux.
Le fruit est comestible et consommé dans son pays d’origine. C’est un fruit en forme d’œuf de couleur jaune à orange. Sa taille varie entre 8 et 15 cm de long et 5 et 10 cm de diamètre, et son poids entre 90 et 300 g.

## Culture
Dans les zones tempérées P. alata est généralement cultivée à l'intérieur, mais elle peut être aussi cultivée en extérieur dans les zones où la température ne descend pas en dessous de 5 °C. Cette plante horticole a gagné le Prix de la Royal Horticultural Society Garden Mérite.

## Utilisations médicinales
Au Brésil, P. alata est officiellement reconnue comme ayant des vertus en phytothérapie, et a été incluse dans la première édition de la Pharmacopée brésilienne en 1929. Elle est bien connu dans la médecine populaire en Amérique du Sud, bien que la composition pharmacologique exacte de cette plante est peu connue et nécessite une étude plus approfondie.

## Consommation du fruit
Les fruits, de saveur douce, légèrement acidulée, se consomment à la cuillère ou en sorbet et peuvent entrer dans la composition de punchs ou de rhums arrangés.